# Potentilla calabra
Potentilla calabra är en rosväxtart som beskrevs av Michele Tenore. Potentilla calabra ingår i Fingerörtssläktet som ingår i familjen rosväxter. Inga underarter finns listade i Catalogue of Life.